# Ixora synactica
Espèce
Ixora synactica De Block est une plante de la famille des Rubiaceae, du genre Ixora,.

## Description
C’est une plante à fleur, du groupe des dicotylédones. Elle est native du Cameroun.